# モンスターストライク THE MOVIE ソラノカナタ
『モンスターストライク THE MOVIE ソラノカナタ』（モンスターストライク ザ ムービー ソラノカナタ）は、2018年10月5日に公開された日本のアニメーション映画。XFLAGのゲームアプリ「モンスターストライク」を原作とする劇場版第2弾である。Webアニメ「モンスターストライク」第二期の後日談となっており、Webアニメ版の一部のキャラクターも登場する。
キャッチコピーは「その日、東京が浮いた。」（ティザーポスター）、「共に闘う。仲間を信じて。」（本ポスター）。

## 概要
本作はモンスターストライクを元にした完全オリジナルストーリーで、アプリ業界を席巻するミクシィのXFLAGと、「銀河機攻隊 マジェスティックプリンス」「宝石の国」を手掛け3DCGを使い業界屈指の高い映像美を制作するCGアニメーション制作会社のオレンジが初タッグを組んだ長編アニメーション映画。
上映直後の10月6日、7日の週末動員＆興行収入ランキング初登場1位に加え、8日（月・祝）を含めると観客動員数16万8,720人、興行収入は2億1,416万円と好スタートを記録した。

## アプリ内連動イベント
前作同様に本作が公開される劇場ではモンストアプリのモンスポット機能を用いて公開日から同年10月25日まで劇場版連動ガチャが無料で引ける「ソラ玉」がプレゼントされ、更に劇場スクリーンでゲーム内アイテムが入手できる「トレ玉」、ウリエル（獣神化）やマナの映画限定デザイン（MVバージョン）の素材になる「カナタオラゴン」が入手できる（どちらも端末のGPS設定がされている必要がある）キャンペーンが行われる。なお、公開初日から8日の4日間はソラ玉が5個プレゼントされ、9日以降は1個プレゼントされる。入場者プレゼントとして映画の登場キャラクターがデザインされた「モンスターストライクカードゲーム（モンカド）」のプロモーションカードを一枚ランダムで配布。
本作品は『UDCast』方式に対応した視覚障害者用音声ガイドも用意されている。

## ストーリー
13年前、東京の一部が突然分離されて空中に浮上する異常現象が発生して以来、東京は空中に浮上した「旧東京」と、分離されずに地上に残った「新東京」に分かれた。地上の「新東京」で生まれ祖母と二人で暮らしている青年・カナタは、右手に時々光るアザがあった。ある日、犬のような外見をした奇妙な生物の群れに襲われ囲まれたところを、青い髪の少女・ソラに救われる。彼女やかつてストライカーとして活躍し、カナタの知り合いでもある影月明から、長年に渡って音信不通となっていた母・マナの名前を聞いたカナタは、13年前に全滅した筈のモンスター達が今なお生存していること、そして自身と母・マナに纏わる秘密などを知らされる。「世界を救えるのはあなたしかいない!」とソラは言いカナタを空中の旧東京へと誘い出す。カナタはそこで、多くのモンスターと出会い、彼らのこの世界を救いたいという気持ちに共感し、闘う決意をする。敵は命と引き換えにタブーとされていた闇の力に手を染めた男・センジュ。その暴走を止めるため、カナタは仲間たちと共に今、立ち上がる。

## 沿革
2018年5月31日 - 公開が発表。
2018年6月30日と7月1日に開催された「XFLAG PARK2018」で前売り券が先行発売。
2018年7月19日 - 主人公・カナタの声を窪田正孝、ヒロイン・ソラの声を広瀬アリスが担当する事が発表。
2018年7月20日 - 本作の公開劇場とローソン、モンストグッズ常設店「XFLAG STORE SHIBUYA／SHINSAIBASHI」で前売り券が発売開始。
2018年9月6日 - 主題歌としてきゃりーぱみゅぱみゅの楽曲「キズナミ」が起用された事が発表された。

## タイアップ
築地銀だこ
9月28日より登場人物がデザインされた箱入りたこ焼き「オリジナルBOX入りモンストだんらんパック」が発売。また、同日より10月8日までTwitterの「モンストだんらんパック」の写真投稿で出演声優のサイン入り映画ポスター、映画パンフレット、オラゴンの絵本、モンカドスターターセットが当たるプレゼントキャンペーンが行われた。
ローソン
10月2日よりオラゴンがデザインされた中華まん「オラゴンまん 炎のPKC味（ピリ辛チキン味）」が限定販売された。公開日の10月5日からはローソン限定のグッズが販売された。
自遊空間
公式サイトにおいて会員限定で劇場鑑賞券が当たるプレゼントキャンペーンが行われ、チケットの半券をスタッフに見せると紙製チケットホルダーが、店内でコラボたこ焼きを注文もしくは1200円利用でステッカーがプレゼントされる。

## 登場人物
カナタ
声 - 窪田正孝
主人公。マナの息子（モンスターと人間のハーフ）であり、右手にその証のアザがある。
カナタ役の窪田は本映画が声優初挑戦であった。
ソラ
声 - 広瀬アリス
ヒロイン。青色の髪をした少女。幼少期は名前が無かったが、マナに「ソラ」と名付けられた。
ソラ役の広瀬は本映画がアニメ声優初挑戦であった。
センジュ
声 - 山寺宏一
解放戦線のリーダー。月の穢れに手を出したことで超人的な力を秘めている。
センジュ役の山寺は前作でゲノム役を演じていた。
トウヤ
声 - 細谷佳正
ヴァンパイアの青年で、ユウナの兄。剣を武器にしている。
ユウナ
声 - 悠木碧
ヴァンパイアの少女で、トウヤの妹。可変式のガトリング砲を武器にしており、普段は棺の状態になっている。
ハクア
声 - 加藤英美里
恐竜にまたがっているティラノライダーの少女。
ウバリ
声 ｰ 仲野裕
解放戦線のメンバー。普段は人間の車掌の姿をしているが、戦闘時にはネズミのようなモンスターに変身する。
ラゴラ
声 ｰ 松本梨香
解放戦線のメンバー。センジュの花嫁になろうと花嫁衣装を着た女性の姿をしているが、センジュの愛によって穢れに自ら手を出したことでサイボーグのような姿で戦う。
博士
声 ｰ 杉田智和
エレナ
声 ｰ 土井美加
カナタの祖母。マナがモンスターであることを理解し、カナタの無事を祈っている。
ナツキ
声 ｰ 島﨑信長
カナタの友人。
コウタ
声 ｰ 田丸篤志
カナタの友人。

## 用語
旧東京
東京の一部が分離された天空の島のような場所。カナタもかつては旧東京で暮らしていた。分離後に人間はいないとされていたが、実際にはモンスターのみ生息しており、東京の分離はアニメ第2期『消えゆく宇宙編』において起きた赤い月事件の影響により政府とモンスター合意の元でなされた極秘政策であった。周囲にはシールドと呼ばれるバリアが張られている。
新東京
分離されずに人間が生活している場所。
月の穢れ
禁忌の力とされる特殊なエネルギー。

## スタッフ
- 監督 - 錦織博[3]
- 脚本 - 伊神貴世
- 音楽 - 横山克
- 主題歌 - きゃりーぱみゅぱみゅ「キズナミ」（ワーナーミュージック・ジャパン）/サウンドプロデュース中田ヤスタカ
- CGチーフディレクター - 井野元英二
- キャラクター原案 - 岩元辰郎
- キャラクターデザイン - 田中雄一
- デザインワークス - 典樹、明貴美加
- 総作画監督 - 大津直
- 美術監督 - 赤木寿子
- 色彩設計 - 入江鯉
- 撮影監督 - 山﨑忠明
- 編集 - 西山茂（REAL-T）
- 音響監督 - 明田川仁
- 配給 - ワーナー・ブラザース映画
- 制作 - オレンジ
- 製作 - XFLAG